# ABN AMRO Cup 2014
De ABN AMRO Cup 2014 is een hockeytoernooi dat werd gehouden van 28 augustus tot en met 31 augustus 2014. Het was de zevende editie van dit toernooi en het deelnemersveld bestond uit elf hoofdklasseclubs. Schaerweijde besloot niet deel te nemen en het vorig jaar gedegradeerde Laren kwam daarvoor in de plaats.
Kampong won voor de eerste keer in het Hazelaarweg Stadion de Jan Hagendijk-trofee door in de finale Oranje Zwart te verslaan.

## Voorrondes
28 augustus 2014

### Poule 1
Locatie: Rotterdam
| Club           | GS | W | G | V | DS |
| -------------- | -- | - | - | - | -- |
| 1. HGC         | 2  | 2 | 0 | 0 | +1 |
| 2. Rotterdam   | 2  | 1 | 0 | 1 | 0  |
| 3. Bloemendaal | 2  | 0 | 1 | 1 | -1 |

- 20:00 uur: Rotterdam – HGC: 1-2
- 20:55 uur: HGC – Bloemendaal: 1-1
- 21:50 uur: Rotterdam – Bloemendaal: 1-0

### Poule 2
Locatie: Eindhoven
| Club            | GS | W | G | V | DS |
| --------------- | -- | - | - | - | -- |
| 1. Oranje Zwart | 2  | 2 | 0 | 0 | +2 |
| 2. Tilburg      | 2  | 1 | 0 | 1 | +2 |
| 3. Push         | 2  | 0 | 0 | 2 | -4 |

- 20:00 uur: Oranje Zwart – Tilburg: 1-0
- 20:55 uur: Tilburg – Push: 3-0
- 21:50 uur: Push – Oranje Zwart: 0-1

### Poule 3
Locatie: Amsterdam
| Club         | GS | W | G | V | DS |
| ------------ | -- | - | - | - | -- |
| 1. Pinoké    | 2  | 2 | 0 | 0 | +2 |
| 2. Amsterdam | 2  | 1 | 0 | 1 | 0  |
| 3. Hurley    | 2  | 0 | 0 | 2 | -2 |

- 20:00 uur: Amsterdam – Pinoké: 1-2
- 20:55 uur: Pinoké – Hurley: 1-0
- 21:50 uur: Hurley – Amsterdam: 4-5

### Poule 4
Locatie: Laren
| Club         | GS | W | G | V | DS |
| ------------ | -- | - | - | - | -- |
| 1. Kampong   | 2  | 2 | 0 | 0 | +6 |
| 2. Den Bosch | 2  | 1 | 0 | 1 | -2 |
| 3. Laren     | 2  | 0 | 0 | 2 | -4 |

- 20:00 uur: Laren – Kampong: 1-3
- 20:55 uur: Den Bosch – Laren: 2-0
- 21:50 uur: Kampong – Den Bosch: 4-0

## Tweede ronde
Rotterdam, 30 augustus 2014

### Halve finales (poulewinnaars)
- 14:00 uur: HGC – Kampong: 3-5
- 16:00 uur: Oranje Zwart – Pinoké: 4-1

### Nummers 2
- 14:00 uur: Rotterdam – Den Bosch: 5-3
- 16:00 uur: Tilburg – Amsterdam: 1-7

### Nummers 3
- 14:00 uur: Laren – Bloemendaal: 1-6
- 16:00 uur: Push – Hurley: 1-2

## Finales
Rotterdam, 31 augustus 2014
- 11de 12:00 uur: Push – Laren: 5-1
- 9de 14:00 uur: Hurley – Bloemendaal: 3-1
- 7de 12:00 uur: Den Bosch – Tilburg: 1-0
- 5de 14:00 uur: Rotterdam – Amsterdam: 2-5

### 3de plaats
- 12:00 uur: HGC – Pinoké: 2-3

### Finale
| 31 augustus 2014 14:00                                                                               |                          |                  |                                                                                |
| Kampong                                                                                              | 5:1                      | Oranje Zwart     | Sportpark Hazelaarweg, Rotterdam Scheidsrechters: Coen van Bunge Maarten Boxma |
| 1-0 Pepijn Luijkx 2-0 Thierry Brinkman 3-0 Erik Bouwens 4-0 Quirijn Caspers 5-1 Martijn Havenga (sb) | Wedstrijdverslag (video) | 4-1 Bob de Voogd | Sportpark Hazelaarweg, Rotterdam Scheidsrechters: Coen van Bunge Maarten Boxma |

### Kampioen
| ABN AMRO Cup 2014     |
| --------------------- |
| SV Kampong 1ste titel |

2008 · 2009 · 2010 · 2011 · 2012 · 2013 · 2014 · 2015 · 2016 · 2017 · 2018 · 2019